# Großsteingräber bei Płońsko
Die Großsteingräber bei Płońsko (auch Großsteingräber bei Plönzig genannt) waren drei megalithische Grabanlagen der jungsteinzeitlichen Trichterbecherkultur bei Płońsko (deutsch Plönzig), einem Ortsteil von Przelewice (deutsch Prillwitz) in der Woiwodschaft Westpommern in Polen. Sie wurden im 19. Jahrhundert zerstört.

## Lage
Die Gräber 2 und 3 lagen direkt östlich des Plönziger Vorwerks. Grab 2 grenzte direkt an die Nordostecke von Grab 3. Grab 1 lag 900 Schritt (ca. 680 m) nordöstlich des Orts.

## Beschreibung

### Grab 1
Grab 1 besaß ein ost-westlich orientiertes trapezförmiges Hünenbett mit einer Länge von 14 Ruten (ca. 53 m) und einer Breite von 2(?) Ruten (ca. 7,5 m). Die Stirnseite des Betts lag im Osten und die Schmalseite im Westen. Über eine Grabkammer ist nichts bekannt.

### Grab 2
Grab 2 besaß ein ost-westlich orientiertes trapezförmiges Hünenbett mit einer Länge von 23 Ruten (ca. 87 m) und einer Breite von 2 Ruten (ca. 7,5 m). Die Stirnseite des Betts lag im Osten und die Schmalseite im Westen. Über eine Grabkammer ist nichts bekannt.

### Grab 3
Grab 3 besaß ein ost-westlich orientiertes trapezförmiges Hünenbett mit einer Länge von 23 Ruten (ca. 87 m) und einer Breite von 2 Ruten (ca. 7,5 m). Die Stirnseite des Betts lag im Osten und die Schmalseite im Westen. Über eine Grabkammer ist nichts bekannt.